# СПАД S.XII
СПАД S.XII (фр. SPAD S.XII) је француски ловачки авион. Авион је први пут полетео 1917. године. 

Израђено је око 300 авиона.
Највећа брзина у хоризонталном лету је износила 203 km/h. Размах крила је био 8,00 метара а дужина 6,40 метара. Маса празног авиона је износила 587 килограма а нормална полетна маса 883 килограма. Био је наоружан са једним топом калибра 37 mm и једним митраљезом калибра 7,7 mm.

## Наоружање
| Наоружање авиона: СПАД         |          |
| Ватрено (стрељачко) наоружање  |          |
| Топ                            |          |
| Број и ознака топа             | 1        |
| Калибар                        | 37       |
| Митраљез                       |          |
| Број и ознака митраљеза        | 1 Викерс |
| Калибар                        | 7,7      |
| Бомбардерско наоружање (бомбе) |          |
| Ракетно наоружање (ракете)     |          |